# Ferdinand Georg Frobenius
Ferdinand Georg Frobenius, född 26 oktober 1849, död 3 augusti 1917, var en tysk matematiker.
Frobenius blev 1875 professor i Zürich, 1892 i Berlin. Han är mest känd för sina bidrag om differentialekvationer och gruppteori. Han gav det första fullständiga beviset för Cayley-Hamiltons sats. Han bevisade även Perron-Frobenius sats för icke-negativa matriser.

## Bidrag till gruppteori
Gruppteori var ett av Frobenius huvudsakliga intressen under senare delen av hans liv. Ett av hans första bidrag var beviset av Sylows satser för abstrakta grupper. Tidigare hade detta bevisats för permutationsgrupper. Hans bevis av Sylows första sats (om existensen av Sylowgrupper) används ofta idag.
- Frobenius bevisade även följande fundamentala sats: om ett positivt heltal n delar ordningen |G| av en ändlig grupp G, då är antalet lösningar av ekvationen xn = 1 i G lika med kn för något positivt heltal k. Han framlade även följande problem: om i resultatet ovan är k = 1, då bildar lösningarna av ekvationen xn = 1 i G en delgrupp. Problemet löstes för länge sedan för lösbara grupper.[5] Först år 1991, efter klassifikationen av ändliga enkla grupper, kunde problemet lösas i det allmänna fallet.

Betydligt viktigare var skapandet av gruppkaraktärer och grupprepresentationer, som är fundamentala verktyg i studiet av gruppers struktur. Detta ledde honom till upptäckten av Frobeniusreciprociteten och definitionen av vad som numera är känt som Frobeniusgrupper. En grupp G säges vara en Frobeniusgrupp om det finns en delgrupp H < G så att
{\displaystyle H\cap H^{x}=\{1\}} for all {\displaystyle x\in G-H}.
I detta fall bildar mängden
{\displaystyle N=G\,-\!\!\bigcup _{x\in G-H}\!\!H^{x}}
tillsammans md identitetselementet av G en delgrupp som är nilpotent, såsom Thompson bevisade. Alla kända bevis av denna sats använder sig av karaktärer. I hans första uppsats om karaktärer (1896) konstruerade Frobenius karaktärtabellen av gruppen {\displaystyle PSL(2,p)} av ordning (1/2)(p3 − p) för alla udda primtal p (denna grupp är enkel om p > 3). Han gjorde även fundamentala bidrag till representationsteorin av symmetriska och alternerande grupperna.